# Вигнанський палац
Вигнанський палац — втрачена історична будівля у місті Чорткові Тернопільської области.
Одноповерховий будинок з мансардним дахом та порталами, а його інтер'єри оздоблювали фрески. Належав до найкращих панських резиденцій у Чорткові.

## Історія
У палаці (нині територія комбінату хлібопродуктів, сучасна вул. Вокзальна) до смерті мешкав останній чоловічий нащадок по чортківській лінії Садовських — Геронім.
У ньому розташовувалося багато картин з колекції Садовських-Борковських, які нині розкидані по всьому світу. Одна з них — «Портрет молодого Ствоша» авторства відомого польського художника Яна Матейка, продана в грудні 2019 року на варшавському аукціоні за 740 тисяч євро.